# Хёльцль, Франц
Франц Хёльцль (нем. Franz Hölzl; род. 6 апреля 1946, Куфштайн) — австрийский шахматист, международный мастер (1985).
Чемпион Австрии (1975 и 1981). В составе сборной Австрии участник 8-и Олимпиад (1976—1982, 1986, 1990, 2000—2002) и 2-х командных чемпионатов Европы (1989 и 1997).

## Изменения рейтинга
| Графики недоступны из-за технических проблем. См. информацию на Фабрикаторе и на mediawiki.org. |